# منتجع مونتي كارلو
منتجع مونتي كارلو (بالإنجليزية: Monte Carlo Resort and Casino)‏ هو منتجع وكازينو يقع في «لاس فيغاس» في بارادايس، نيفادا، الولايات المتحدة الأمريكية. يبلغ عدد طوابقه 32 طابقا على ارتفاع 360 قدم (110 م) ، ويملك المنتجع أكثر من 1400 مكينة قمار و60 طاولة لعب و15 طاولة بوكر. تملكه شركة منتجعات إم جي إم الدولية. الفندق يوفر 3,002 غرفة بما فيها 259 جناح فاخر.

## في الثقافة الشعبية
برز منتجع مونتي كارلو في العديد من الأعمال الفنية والأفلام الروائية الطويلة والمسلسلات التلفزيونية ومن أهم تلك الأعمال فيلم ما حدث في فيجاس بطولة كاميرون دياز وأشتون كوتشر حيث تم تصوير الفيلم جزئيا بالمنتجع.

## متحف الصور
|  |  |  |